# Kęstutis Kardelis
Kęstutis Kardelis (* 21. März 1944 in Kaunas; † 23. April 2020 ebenda) war ein litauischer Sportpädagoge und Professor.

## Leben
Nach dem Abitur an einer Mittelschule absolvierte er 1969 das Studium an der Fakultät für Pädagogik am Lietuvos valstybinis kūno kultūros institutas und 1974 promovierte in Biologie und 1990 habilitierte in Pädagogik.
Von 1969 bis 1980 und ab 1992 lehrte er am Sportinstitut Litauens, von 1980 bis 1991 am Kauno politechnikos institutas und von 2016 bis 2018 an der Universität Klaipėda. Ab 1991 war er Professor.

## Bibliografie
- Teigiamo moksleivių požiūrio į fizinį aktyvumą ugdymas, 1988 m.
- Mokyklinė kūno kultūra: realijos ir perspektyvos, su S. Kavaliausku ir V. Balzeriu, 2001 m.
- Pedagoginė komunikacija kūno kultūros veikloje, su L. Kardeliene, 2006 m.
- Būsimųjų kūno kultūros ir sporto specialistų identifikacijos: akademinė, sportinė ir profesinė, su kitais, 2009 m.
- Mokslinių tyrimų metodologija ir metodai. Mokomoji priemonė, 1997 m. 2 leid. 2002 m.
- Kursinio (diplominio) darbo turinys ir struktūra, su A. Zutkiu, 1980 m.
- Baigiamųjų darbų (kursinių, diplominių, magistro) rašymas ir įforminimas, su S. Bagočiūnu, 2000 m.
- Kūno kultūros ir sporto specialistų kompetencija: mokslo darbai ir profesinė kalba, su kitais, 2006 m.